# 王姚
王姚（?—?），姚姓，生卒不详，是周庄王的宠妾，她是王子颓的母亲，周庄王非常宠爱王姚和王子颓。庄王死后，太子即位为周惠王。惠王二年（前675年），在卫国和南燕国支持下，驱逐惠王，王子颓称王。惠王四年（前673年），郑厉公和虢叔杀王子颓，复立周惠王。